# Valeriansäuremethylester
Valeriansäuremethylester (nach IUPAC Methylpentanoat, Methylvalerat) ist der Ester der Valeriansäure mit dem Alkohol Methanol. Die farblose, brennbare Flüssigkeit besitzt einen fruchtigen Geruch und wird daher als Aromastoff, auch für Lebensmittel, eingesetzt.

## Vorkommen
Methylpentanoat kommt in ätherischen Ölen aus einigen Pflanzen vor. So findet sich der Ester in geringen Mengen in reifen Ananas und in der Jackfrucht.

## Darstellung und Gewinnung
Die technische Herstellung erfolgt durch säurekatalysierte Veresterung der Valeriansäure mit Methanol:
{\displaystyle \mathrm {C_{4}H_{7}COOH\ +\ CH_{3}OH{\xrightarrow[{-H_{2}O}]{(H_{3}O^{+})}}\ C_{4}H_{7}COOCH_{3}} }

## Eigenschaften
Valeriansäuremethylester ist eine farblose Flüssigkeit, die unter Normaldruck bei 127 °C siedet. Die molare Verdampfungsenthalpie am Siedepunkt beträgt 38,01 kJ·mol−1. Die Dampfdruckfunktion ergibt sich nach Antoine entsprechend log10(P) = A−(B/(T+C)) (P in torr, T in °C) mit A = 6,97357, B = 1463,1497 und C = 220,647 im Temperaturbereich von 24,29 bis 165,23 °C. Der Ester bildet leicht entzündliche Dampf-Luft-Gemische. Die Verbindung hat einen Flammpunkt von 27 °C. Die Zündtemperatur beträgt 420 °C. Der Stoff fällt somit in die Temperaturklasse T2.

## Verwendung
Schon seit dem 16. Jahrhundert wird der Ester als mildes Sedativum eingesetzt, teils als Mischung Validolum mit Campher; seit dem 19. Jahrhundert diente das Validol auch als Mittel gegen Seekrankheit.
Heute wird der Hauptteil des produzierten Valeriansäuremethylesters als Duftstoff in der Parfümindustrie genutzt.
In der organischen Synthese wird die Verbindung in nucleophilen Substitutionen, in α-Alkylierungen, in Heterocyclensynthesen sowie der Kulinkovich-Reaktion verwendet.